# Джапарідзе Медея Валеріанівна
Медея Валеріанівна Джапарідзе (груз. მედეა ჯაფარიძე; 20 лютого 1923, Тбілісі — 31 березня 1994, Тбілісі) — грузинська акторка театру та кіно. Народна артистка Грузинської РСР (1950). Лауреатка Сталінської премії (1950).

## Визнання та нагороди
- Сталінська премія першого ступеня (1950); за участь у фільмі «Щит Джургая» (1944)
- Народна артистка Грузинської РСР (1950)
- Почесна громадянка Тбілісі (1988).[1]

## Фільмографія
- 1947 — «Колиска поета»
- 1968 — «Колір граната»
- 1970 — «Жив співучий дрізд»
- 1973 — «Тепле осіннє сонце»
- 1987 — «У пошуках втраченого скарбу»